# شاوشات
شاوشات (به ترکی استانبولی: Şavşat، به گرجی: შავშეთი) یک شهرک در ترکیه است که در استان آرتوین و در نزدیکی مرز گرجستان واقع شده‌است. شاوشات ۶۷۵۳ نفر جمعیت دارد و ۱٬۱۷۴ متر بالاتر از سطح دریا واقع شده‌است.